# Phronia riparia
Phronia riparia är en tvåvingeart som beskrevs av Loïc Matile 1979. Phronia riparia ingår i släktet Phronia och familjen svampmyggor. Inga underarter finns listade i Catalogue of Life.